# Deep Silver Dambuster Studios
Deep Silver Dambuster Studios ist ein britisches Entwicklungsstudio für Computerspiele mit Sitz in Nottingham. Es wurde 1999 als Free Radical Design gegründet und wurde mit seiner Spielereihe TimeSplitters sowie dem Stealth-Actionspiel Second Sight bekannt. Nach Insolvenz wurde das Unternehmen 2009 vom deutschen Entwickler Crytek übernommen und in Crytek UK umbenannt. Nach finanziellen Schwierigkeiten von Crytek wurde das Studio 2014 von Koch Media übernommen und erhielt seinen heutigen Namen. 
Im Mai 2021 wurde Free Radical Design als separates Studio durch Deep Silver neugegründet, welches im Dezember 2023 infolge der Restrukturierungsmaßnahmen von Embracer Group, Mutterunternehmen von Koch Media (heute Plaion) wieder geschlossen wurde.

## Geschichte
Das Studio Free Radical Design wurde von früheren Mitarbeitern des Entwicklerstudios Rare gegründet. Während ihrer Zeit bei Rare arbeiteten David Doak, Steve Ellis, Karl Hilton, Graeme Norgate und Lee Ray an den Ego-Shootern GoldenEye 007 und Perfect Dark für  Nintendo 64. Zwischen Ende 1998 und Anfang 1999 verließ das Team Rare, um sich mit Free Radical Design selbstständig zu machen. Das Studio wurde im April 1999 eröffnet, die erste Veröffentlichung wurde der Titel TimeSplitters für die PlayStation 2 im Jahr 2000. Das Spiel wurde insbesondere für sein temporeiches Spielprinzip und seinen Schwerpunkt auf dem Mehrspieler-Modus statt der Handlung bekannt. TimeSplitters zog hauptsächlich wegen der vorherigen Beteiligung der Entwickler an dem von Kritikern hochgelobten GoldenEye 007 größere Aufmerksamkeit auf sich. Der Nachfolger TimeSplitters 2 avancierte zu einem der bestbewerteten Ego-Shooter für die PlayStation 2.
Free Radical Design arbeitete von 2006 bis 2008 an Star Wars: Battlefront III, aber es wurde von ihrem Verlagspartner abgebrochen, als es angeblich zu "99 Prozent" fertig war. Die Annullierung dieses Titels und die schlecht aufgenommene Veröffentlichung von Haze trugen dazu bei, dass Free Radical Design in Konkurs ging.

### Übernahme von Crytek
Am 18. Dezember 2008 wurde berichtet, dass das Studio geschlossen worden sei. Später wurde bekannt gegeben, dass die Firma Insolvenz angemeldet habe, jedoch konnten 40 von ursprünglich 185 Mitarbeitern weiterbeschäftigt werden. Am 3. Februar 2009 äußerte der Rob Yescombe, Autor des Titels Haze, dass Free Radical Design vom deutschen Entwicklerstudio Crytek übernommen worden wäre, was schließlich von Crytek am folgenden Tag bestätigt wurde. Das Studio wurde Crytek UK umbenannt. Nachdem der Entwickler Swordfish Studios 2010 schließen musste, übernahm Crytek mehrere Mitarbeiter. Ebenfalls 2010 investierte Crytek 50 Millionen Pfund in eine Standortverlagerung seines Tochterstudios und zog aus dem Vorort Sandiacre in neue Büroräume innerhalb des Southreef-Komplexes in der Innenstadt von Nottingham. Im September 2011 gab Crytek bekannt, dass das Studio Nottingham für den US-amerikanischen Publisher THQ an der Fortsetzung des Ego-Shooters Homefront arbeite. Nach der Insolvenz und Zerschlagung von THQ, übernahm Crytek die Markenrechte für 500.000 US-Dollar und führte die Entwicklung in Eigenverantwortung fort. Über die Jahre unterhielt das Studio traditionell gute Beziehung zur Stadt Nottingham, unter anderem wegen ihrer Unterstützung des Gamecity-Festival und der Übernahme zahlreicher Absolventen der Nottingham Trent University.

### Übernahme von Koch Media
Im Juni 2014 berichtete das Spielemagazin GameStar über große finanzielle Problem bei Crytek. Demnach sei das Unternehmen unmittelbar vom Bankrott bedroht, zahlreiche Mitarbeiter hätten das Unternehmen deshalb bereits verlassen. Anfang Juli legten die Mitarbeiter von Crytek UK wegen ausbleibender Gehaltszahlungen die Arbeiten am Titel Homefront: The Revolution nieder. Am 30. Juli wurde schließlich bekannt, dass Koch Media über sein Spielelabel Deep Silver das Studio mitsamt den Markenrechten an Homefront übernommen habe. Es wurde angekündigt, dass das Studio die Arbeiten unter dem neuen Namen Deep Silver Dambuster Studios weiterführen werde. Die Rechte der Timesplitters-Serie blieben zunächst im Besitz von Crytek, 2018 wurden auch diese von Deep Silver erworben.
Zuletzt arbeitete Dambuster Studios an Dead Island 2. Das bereits 2014 angekündigte Spiel wurde zuvor von Yager Development (bis 2015) und Sumo Digital (2016 bis 2019) entwickelt.

### Kurzzeitige Wiederbelebung von Free Radical Design
Im Mai 2021 gab Deep Silver bekannt, dass das ursprüngliche Studio Free Radical Design neugegründet wurde und parallel existiert, um an einem weiteren TimeSplitters zu arbeiten. Die früheren Mitgründer Steve Ellis und David Doak sind Teil des Teams.
Am 11. Dezember 2023, wurde die Schließung von Free Radical Design bestätigt,  nach dem die Mitarbeiter über die bevorstehende Schließung ein Monat zuvor informiert wurden. Die Auflösung des Studios ist Teil einer seit Mai 2023 angehenden Restrukturierungsmaßnahme durch Embracer Group.

## Veröffentlichte Spiele

### Als Free Radical Design
| 2000 | TimeSplitters                           | Eidos Interactive | Ego-Shooter                       | Ja   | Nein | Nein | Nein | Nein | Nein |
| 2002 | TimeSplitters 2                         | Eidos Interactive | Ego-Shooter                       | Ja   | Ja   | Ja   | Nein | Nein | Nein |
| 2004 | Second Sight                            | Codemasters       | Action-Adventure, Stealth-Shooter | Ja   | Ja   | Ja   | Ja   | Nein | Nein |
| 2005 | TimeSplitters: Future Perfect           | Electronic Arts   | Ego-Shooter                       | Ja   | Ja   | Ja   | Nein | Nein | Nein |
| 2008 | Haze                                    | Ubisoft           | Ego-Shooter                       | Nein | Nein | Nein | Nein | Ja   | Nein |
| 2008 | Star Wars Battlefront III (eingestellt) | LucasArts         | Third-Person-Shooter              | Nein | Nein | Nein | Ja   | Ja   | Ja   |

### Als Crytek UK
| 2011 | Crysis 2 | Electronic Arts | Ego-Shooter | Nur Multiplayer-Part                   | Ja | Ja | Ja | Nein | Nein |
| 2013 | Crysis 3 | Electronic Arts | Ego-Shooter | In Zusammenarbeit mit Crytek Frankfurt | Ja | Ja | Ja | Nein | Nein |

### Als Deep Silver Dambuster Studios
| Jahr | Spiel                     | Publisher   | Genre              | Plattform                                                        |
| ---- | ------------------------- | ----------- | ------------------ | ---------------------------------------------------------------- |
| 2016 | Homefront: The Revolution | Deep Silver | Ego-Shooter        | Windows, Linux, macOS, PlayStation 4, Xbox One                   |
| 2023 | Dead Island 2             | Deep Silver | Action-Rollenspiel | Windows, PlayStation 4, PlayStation 5, Xbox One, Xbox Series X/S |